# Музей современного искусства (Стокгольм)
Музей современного искусства (швед. Moderna Museet) находится на острове Шеппсхольмен в центре Стокгольма. Открылся в 1958 году.

## История
Первым директором был Отто Скёльд. В 1994—1998 годы здание музея было перестроено по проекту Рафаэля Монео, одну из галерей спланировал Ренцо Пьяно. С 1999 по 2008 год директрисой музея была бывшая министр Риксдага Анна-Грета Лейон. C 2010 года музей возглавляет Даниэль Бирнбаум. Основная экспозиция вначале была бесплатной.

## Коллекция
В музее представлено около 100 тысяч образцов современного искусства, включая работы Матисса, Пикассо, Малевича, Альберто Джакометти, Джорджо де Кирико, Дали, Марселя Дюшана, Александра Колдера, Луизы Буржуа, Энди Уорхола, Жана Тенгели и Ники де Сен-Фалль, Роберта Раушенберга, Пера Киркеби, Ульриха Рюкрима, Дэна Грэма, а также русских конструктивистов, башни Татлина (Монумент Третьего интернационала) и других его вещей.
В 1993 году из музея были украдены 6 работ Пикассо и 2 работы Жоржа Брака, общей стоимостью более 40 млн фунтов стерлингов. Три вещи Пикассо были потом найдены и возвращены.